# Ієн Глен
Ієн Глен (англ. Iain Alan Sutherland Glen; нар. 24 червня 1961, Единбург, Велика Британія) — шотландський актор театру та кіно. Найвідоміший своїми ролями Майнфреда Павела у Лара Крофт: Розкрадачка гробниць, Доктора Александра Ісаакса у «Оселя зла» та Джораха Мормонта у телесеріалі «Гра престолів».

## Ранні роки та освіта
Народився у місті Единбург, Шотландія. Навчався в Единбурзькій академії, та згодом в Абердинському університеті. Потім закінчив Королівську академію драматичного мистецтва, де отримав золоту медаль.

## Кар'єра
1990 року виграв нагороду Срібний ведмідь на 40-ому Берлінському кінофестивалі за роль у фільмі «Тихий крик». Того ж року взяв участь у зйомках фільму-адаптації вистави «Розенкранц і Гільденстерн мертві» Тома Стоппарда, який виграв «Золотого Лева» на Венеційському кінофестивалі. Був номінований на Премію Лоуренса Олів'є за свою гру у вистав «Блакитна кімната».
2009 року було оголошено, що Глен візьме участь у зйомках телесеріалу «Гра престолів», де зіграє Джораха Мормонта. В цей же час також знявся у шести серіях «Абатства Даунтон», де зіграв Сера Річарда Карлісла.
З 2010 року знімався в ірландському телесеріалі «Джек Тейлор».
З грудня 2013 по січень 2014 року грав у виставі «Нахлібник» Івана Тургенєва.
2015 року був голосом для реклами нового Opel Mokka.
2019 року було оголошено, що Глен зіграє Брюса Вейна у серіалі «Титани» на DC Universe.

## Вибрана фільмографія

### Фільми
| Рік  |    | Українська назва                     | Оригінальна назва                     | Роль                     |
| ---- | -- | ------------------------------------ | ------------------------------------- | ------------------------ |
| 1988 | ф  | Горили в тумані                      | Gorillas in the Mist                  | Брендан                  |
| 1990 | ф  | Місячні гори                         | Mountains of the Moon                 | Джон Геннінг Спік        |
| 1990 | ф  | Розенкранц і Гільденстерн мертві     | Rosencrantz and Guildenstern Are Dead | Гамлет                   |
| 1991 | тф | Адам Бід                             | Adam Bede                             | Адам Бід                 |
| 2001 | ф  | Лара Крофт: Розкрадачка гробниць     | Lara Croft: Tomb Raider               | Манфред Пауелл           |
| 2002 | ф  | Темрява                              | Darkness                              | Марк                     |
| 2003 | ф  | Пісня для ізгоя                      | Song for a Raggy Boy                  | брат Джон                |
| 2004 | ф  | Оселя зла: Апокаліпсис               | Resident Evil: Apocalypse             | Доктор Александер Ісаакс |
| 2005 | ф  | Царство небесне                      | Kingdom of Heaven                     | Річард I Левове Серце    |
| 2007 | ф  | Останній легіон                      | The Last Legion                       | Флавій Орест             |
| 2007 | ф  | Оселя зла: Вимирання                 | Resident Evil: Extinction             | Доктор Александер Ісаакс |
| 2009 | ф  | Іоанна — жінка на папському престолі | Pope Joan                             | Сільський священик       |
| 2011 | ф  | Залізна леді                         | The Iron Lady                         | Альфред Робертс          |
| 2013 | ф  | Пипець 2                             | Kick-Ass 2                            | Дядько Ральф             |
| 2015 | ф  | Всевидюще око                        | Eye in the Sky                        | Джеймс Віллетт           |
| 2016 | ф  | Оселя зла: Фінальна битва            | Resident Evil: The Final Chapter      | Доктор Александер Ісаакс |
| 2017 | ф  | Моя кузина Рейчел                    | My Cousin Rachel                      | Кендалл                  |
| 2020 | ф  |                                      | Black Beauty                          | Джон Менлі               |
| 2021 | ф  | Припливи                             | Tides                                 | Гібсон                   |
| 2022 | ф  | Загублені дівчата                    | The Lost Girls                        | Капітан Гак              |
| 2023 | ф  | Операція "Наполеон"                  | Operation Napoleon                    | Вільям Карр              |
| 2024 | ф  |                                      | The Last Front                        | Леонард                  |
| 2024 | ф  | Як щодо любові?                      | What About Love                       | американський посол      |

### Серіали
| Рік       |    | Українська назва        | Оригінальна назва        | Роль                                                    |
| --------- | -- | ----------------------- | ------------------------ | ------------------------------------------------------- |
| 2009      | с  | Закон і порядок: Лондон | Law & Order: UK          | Люк Слейд (Епізод: "Unsafe")                            |
| 2010      | с  | Доктор Хто              | Doctor Who               | Отець Октавіан (2 епізоди)                              |
| 2010—2016 | с  | Джек Тейлор             | Jack Taylor              | Джек Тейлор (9 епізодів)                                |
| 2011      | с  | Абатство Даунтон        | Downton Abbey            | Сер Річард Карлісл (6 епізодів)                         |
| 2011—2019 | с  | Гра престолів           | Game of Thrones          | Сер Джорах Мормонт (52 епізоди)                         |
| 2012      | с  | Гейвен                  | Haven                    | Роланд Голловей (Епізод: "Real Estate")                 |
| 2012      | с  | Порожня корона          | The Hollow Crown         | Річард Бошан (Епізод: "Henry IV, Part II")              |
| 2013      | с  | Борджіа: історія клану  | Borgia                   | Джироламо Савонарола (2 епізоди)                        |
| 2013      | с  | Пуаро Агати Крісті      | Agatha Christie's Poirot | Доктор Девід Вілоубі (Епізод: "Elephants Can Remember") |
| 2014      | с  |                         | The Red Tent             | Яків (2 епізоди)                                        |
| 2019—2021 | с  | Титани                  | Titans                   | Брюс Вейн (11 епізодів)                                 |
| 2023—2025 | мс | Кастлванія: Ноктюрн     | Castlevania: Nocturne    | Жюст Бельмон (9 епізодів)                               |
| 2023—2025 | с  | Бункер                  | Silo                     | Доктор Піт Ніколс (12 епізодів)                         |

## Нагороди та номінації
| Рік  | Назва фільму               | Нагорода                       | Категорія                                                       | Результат |
| ---- | -------------------------- | ------------------------------ | --------------------------------------------------------------- | --------- |
| 1990 | Тихий крик                 | Срібний ведмідь                | Найкращий актор                                                 | Перемога  |
| 1997 | Мартін Герр                | Премія Лоуренса Олів'є         | Найкращий актор мюзиклу                                         | Номінація |
| 1999 | Блакитна кімната (вистава) | Премія Лоуренса Олів'є         | Найкращий актор                                                 | Номінація |
| 2012 | Гра престолів              | Премія Гільдії кіноакторів США | Премія за найкращий акторський склад в драматичному телесеріалі | Номінація |
| 2013 | Гра престолів              | Премія Гільдії кіноакторів США | Премія за найкращий акторський склад в драматичному телесеріалі | Номінація |
| 2013 | Абатство Даунтон           | Премія Гільдії кіноакторів США | Премія за найкращий акторський склад в драматичному телесеріалі | Перемога  |
| 2014 | Гра престолів              | Премія Гільдії кіноакторів США | Премія за найкращий акторський склад в драматичному телесеріалі | Номінація |
| 2015 | Гра престолів              | Премія Гільдії кіноакторів США | Премія за найкращий акторський склад в драматичному телесеріалі | Номінація |
| 2016 | Гра престолів              | Премія Гільдії кіноакторів США | Премія за найкращий акторський склад в драматичному телесеріалі | Номінація |